# Autostrada A52
Die Autostrada A52 (italienisch für ‚Autobahn A52‘), auch Tangenziale Nord di Milano (Nordtangente von Mailand) genannt, bildet die nördliche Autobahnumgehung Mailands. Sie ist 13 km lang und wird von der Aktiengesellschaft Milano Serravalle – Milano Tangenziale S.p.A. verwaltet.

## Geschichte
Die Nordtangente von Mailand war dias letzte Teilstück der Umfahrung Mailands und wurde durch die Milano Serravalle – Milano Tangenziale S.p.A. 1994 eröffnet. Das ganze Werk litt unter chronischem Geldmangel, so dass heute viele Anschlussstellen unvollständig sind oder in einigen Richtungen fehlen.
Die Nordtangente hat die Aufgabe, den stark verstädterten und industrialisierten Bereich von Brianza mit der Autobahn A4 Turin – Triest und der A51, der Osttangente zu verbinden.

## Heutiger Zustand
Die A52 beginnt bei 0 km in der Nähe der Stadt Sesto S. Giovanni an einer Verzweigung mit der Tangenziale est A51.
Die Infrastruktur verbindet mit der A4 im Gemeindegebiet von Monza und der Gemeinde Cinisello Balsamo die SS35 und die Provinzstraße 46 Rho – Monza miteinander.
Zusammen mit der A51 (Tangenziale Est) und der A50 (Tangenziale ovest) bildet sie das größte italienische Ringsystem um eine Stadt. Die Strecke wird täglich von etwa 76.000 Fahrzeugen genutzt.
Sie besteht aus je zwei Fahrspuren pro Richtung plus einer Standspur.
Vier der rund 13 km wurden komplett in Schützengräben gebaut, um eine Verringerung der Umweltauswirkungen auf die Umgebung erzielen zu können. Die zulässige Höchstgeschwindigkeit auf der A52 beträgt 90 km/h.